# Fédération d'Irlande de football
Pour les articles homonymes, voir FAI.
À ne pas confondre avec la fédération irlandaise de football (IFA), qui organise le football en Irlande du Nord.
La fédération de football d'Irlande (Football Association of Ireland (en) FAI ; Cumann Peile na hÉireann (ga) ) est une fédération qui regroupe les clubs de football de la république d'Irlande et qui organise les compétitions nationales et les matchs internationaux de l'équipe de république d'Irlande.
Elle est fondée à Dublin en septembre 1921, après la partition de l'Irlande, sous le nom de Football Association of the Irish Free State (FAIFS, association de football de l'État libre irlandais) en sécession de l'Association irlandaise de football (IFA).
Elle organise immédiatement son propre championnat et travaille à la mise en place d'une sélection propre. Elle est affiliée à la FIFA depuis 1923 et est membre de l'UEFA depuis la création de celle-ci en 1954.

## Identité

### Logos

Logo jusqu'en 2023.
Logo depuis mars 2023.

## Les présidents
- 1948-1963 : Oscar Traynor